# الوتبه (ابوظبی)
الوتبه (به عربی: الوثبة، أبوظبی) یک منطقهٔ مسکونی در امارات متحده عربی است که در ابوظبی واقع شده‌است.